# El Cornell
El Cornell és una muntanya de 980 metres que es troba al municipi de Maçanet de Cabrenys, a la comarca catalana de l'Alt Empordà.